# Omar Benjelloun (homme d'affaires)
Pour les articles homonymes, voir Omar Benjelloun et Benjelloun.
 (novembre 2017).
Si vous disposez d'ouvrages ou d'articles de référence ou si vous connaissez des sites web de qualité traitant du thème abordé ici, merci de compléter l'article en donnant les références utiles à sa vérifiabilité et en les liant à la section « Notes et références ».
Omar Benjelloun (1928-2003) est un industriel et homme d'affaires connu sur la scène économique au Maroc. Il était président du groupe marocain Saïda Star Auto.

## Biographie
Frère de Othman Benjelloun, il est né à Fès en 1928. Il a voué une grande partie de sa vie à promouvoir la culture et l'art marocain, notamment à l'étranger.
Grand collectionneur et mécène, il entreprit la restauration de l'ancien palais Mnebbi de Marrakech, demeure édifiée à la fin du XIXe siècle et sa réhabilitation en musée, l'actuel musée de Marrakech géré et financé par la fondation Omar-Benjelloun.
Il est décédé le 25 janvier 2023Casablanca.